# Robert College
Pour les articles homonymes, voir Robert.
Le Robert College est un lycée privé fondé en 1863 à Constantinople, alors capitale de l'Empire ottoman.
Fondé par Christopher Rhinelander Robert, le Robert College est l'institution d'enseignement américaine la plus ancienne à l'extérieur des États-Unis. Elle est l'une des écoles privées les plus anciennes et prestigieuses de Turquie. Les politiciens turcs Bülent Ecevit, Tansu Çiller et İsmail Cem et l'écrivain Orhan Pamuk, lauréat du prix Nobel de littérature 2006, figurent parmi ses diplômés.
Dans les années 1900, il a été surnommé le « berceau de la liberté bulgare » car de nombreux cadres politiques et militaires du royaume de Bulgarie y ont étudié.

## Anciens élèves
- Hagop Kevorkian, archéologue
- Osman Kavala (1957-), homme d'affaires
- Emin Gün Sirer, informaticien turco-américain
- Eren Ichiktas, homme politique
- Behice Boran (1910-1987), femme politique